# 尼古拉·布尔坚科
尼古拉·布尔坚科（俄語：Николай Нилович Бурденко，1876年5月22日—1946年11月11日）俄罗斯帝国和苏联外科医生，俄罗斯神经外科学创始人，苏联红军军医总长（1937年至1946年），苏联科学院院士（1939年起），首任苏联医学科学院院长（1944年至1946年），劳动英雄（1943年起），医疗服务上将军衔，斯大林奖获得者（1941年）。他参加过日俄战争、第一次世界大战、冬季战争和德苏战争。莫斯科布尔坚科军事临床总医院以他的名字命名。他曾参与特别国家委员会，并主持下设的调查卡廷惨案的委员会（又称布尔坚科委员会），该委员会认定是纳粹德国屠杀了波兰战俘。